# هاري كريبس
هاري كريبس (بالإنجليزية: Harry Cripps)‏ هو لاعب كرة قدم بريطاني، ولد في 29 أبريل 1941 في Dereham ‏ في المملكة المتحدة، وتوفي في 29 ديسمبر 1995 في Wanstead ‏ في المملكة المتحدة. لعب مع تشارلتون أثلتيك ونادي ميلوول ووست هام يونايتد.